# Міннуллін Туфан Абдуллович
Туфан Садєков Міннуллін (тат. Туфа́н Габдулла́ улы Миңну́ллин; 1935—2012) — татарський радянський та  російський драматург, прозаїк, публіцист і громадський діяч, почесний громадянин міста Казань.

## Біографія
Народився 25 серпня 1935 року в селі Велике Мереткозино (нині Камсько-Устинського району Татарстану).
У 1952 році закінчив середню школу.
1956—1961 роки — навчання в Театральному училищі імені М. С. Щепкіна в Москві.
У 1961—1964 роках працював актором у Мензелинському академічному театрі, одночасно продовжував займатися драматургією.
У 1962 році в Мензелинському академічному театрі була прийнята до постановки його комедія «Люди нашого села». У тому ж році Татарським Державним Академічним театром імені Г. Камала була здійснена постановка його п'єси-казки «Азат» (Вільний).
У 1964—1967 роках — працював редактором на Казанській телестудії, одночасно виконуючи обов'язки літературного співробітника у журналі «Чаян» (Скорпіон).
З 1968 року професійно займався літературною діяльністю.
1975—1977 роки — навчання на Вищих літературних курсах у Москві.1984—1989 роки — голова правління СП ТАССР.
Народний депутат СРСР (1989—1991), член ВС СРСР.
Помер 2 травня 2012 року в Казані в РКБ від серцевого нападу. Похований на Ново-Татарському кладовищі Казані.
Вдова — актриса Театру ім. Г. Камала Нажиба Іхсанова (нар. 1938), дочка — Альфія Міннулліна — журналіст.

## Творчість
П'єси, які отримали найбільш широке визнання театральної громадськості: «Люди нашого села» (пост. 1961), «Долі, обрані нами» (1972); «Ми йдемо, ви залишаєтеся» (1986); «Прощайте» («Хушыгыз») (1993); історична драма про сподвижника Омеляна Пугачова Бахтіяре Канкаеве «Бахтіяр Канкаєв» (1974); комедії «Чотири наречених для Диляфруз», «Старий з села Альдермеш», «Ільгізар + Віра», «Моя Душа» і т. д.; драми «Без місяця зірка нам світить» («Ай булмаса йолдыз бар»), «Колискова» («Әниләр һәм бәбиләр») та інші.

## Звання та нагороди
- Премія імені М. Джаліля (1974)
- Державна премія РРФСР імені К. С. Станіславського (1979) — за п'єсу «Альмандар з села Альдермеш» («Біла ворона»), поставлену на сцені Татарського ГАДТ імені Р. Камала
- Премія імені Габдулли Тукая (1979)
- народний письменник Республіки Татарстан (2005)
- заслужений діяч мистецтв Татарської АРСР
- заслужений діяч мистецтв Республіки Башкортостан
- заслужений діяч мистецтв Російської Федерації

## Пам'ять
Його ім'я носить вулиця у Вахітовському районі Казані.